# 就職氷河期

日本の失業率（男女別、年齢別）。15-24歳の細線が若年失業者にあたる。

就職氷河期（しゅうしょくひょうがき）は、日本において1990年（平成2年）のバブル崩壊の影響による経済的な不景気以降に就職難となった時期のことである。就職氷河期による影響を受けた世代は、2019年の内閣府による定義では「1993年（平成5年）から2005年（平成17年）に大学や高校等を卒業し就職活動を行った世代」が該当するとされる。これは大卒であった場合には「1970年（昭和45年）4月2日から1983年（昭和58年）4月1日まで」に生まれた世代、高卒であった場合には「1974年（昭和49年）4月2日から1987年（昭和62年）4月1日まで」に生まれた世代に相当する。
2025年現在、30代後半から50代前半となり、1700万人以上いるとされる。
日本における新卒に対する有効求人倍率の低水準時期とは、主に、戦後の日本で1991年（平成3年）のバブル崩壊の影響が実際に出始めたことと、冷戦終結によるグローバル化で発展途上国との低価格競争の本格開始・IT技術革新による分業化が重なったことが、国内製造業を中心に人件費削減圧力となり、1993年（平成5年）以降の不景気（不況）で就職難となっていた時期のことである。
後述のように日本の雇用制度は、非不況時に若年失業率を圧倒的に低くしているメリットがある。逆に欠点として「不景気時期に新卒となった世代」に雇用調整の負担が集中する。そのため、就職氷河期は若年失業率が10%前後と日本的にはかなり高くなる期間である(OECD各国における15-24歳の失業率)。比較参考としては2022年（令和4年）の日本における若年失業率は4.6％（大卒と院卒。15-24歳）、15-24歳を含む全年齢全学歴における国内失業率は僅か2.7%である。
- 1999-2005年 （期間中最小8.7%-最大10.1%[13]。バブル崩壊、金融危機、ITバブル崩壊） [1]
- 2009-2010年 （9.1%-9.4％[13]:リーマンショック）[1]

1994年の第11回新語・流行語大賞では審査員特選造語賞を受賞した。

## 概要
就職氷河期世代は、1993年から2005年に学業卒業で社会に出た世代(高卒者ならば1974年度から1986年度、大卒者ならば1970年度から1983年度に生まれた人たち)のこと。
現役入学の高卒者の場合は、2025年（令和7年）時点で38歳(1986年度生まれの2005年卒)、大卒者の場合は、2025年（令和7年）時点で55歳(1970年度生まれの1993年卒)の人までが該当する。
ただし、1992年（平成4年）・1993年（平成5年）はまだ就職率70％台後半を維持しており、そこまで酷くはなかった。1995年（平成7年）に初の60％台に下落し、過去最低は2003年（55.1％）。以降から徐々に上昇傾向を示し、2006年に1999年以来の60％越え(63.7％)を記録した。そして、2006年以降から2008年途中にリーマンショックが起こるまでは回復していったため、第二新卒で救われた人とそうでなかった人に別れた。

### グローバル化と労働構造変化の影響
リクルート社の就職雑誌『就職ジャーナル（1992年11月号）』で提唱された造語であり、バブル景気の新卒採用における売り手市場から一転して急落した就職難の厳しさを氷河期に例えたものである。このような雇用環境が厳しい時期に就職活動を行った世代を就職氷河期世代と呼ぶ。のちに略して「氷河期世代」と呼ばれるようになった。
1989年（平成元年）12月の冷戦終結で世界でグローバル化が進展したことによる賃金が圧倒的に安い発展途上国労働者との低価格競争開始と激化・技術革新による世界的な労働構造変化が同時期に起こった。それにより、日本型雇用システムにおける新卒一括採用・終身雇用という普段は若年失業率を他の先進国よりも圧倒的に低くしているプラス面があるが、不景気時に特定世代(不景気時期に新卒となった世代)が雇用調整の負担を一手に負わされるマイナス面が出た 。就職氷河期の事象に関しては様々な見解があるが、高度経済成長期の日本における判例によって形成された終身雇用を当然とする厳しい解雇規制によって、当時の不況期でも正社員を事実上解雇不可状態であった状況から、最も容易な倒産回避手段として、新卒採用減が行われた影響と指摘されている。1993年10月には有効求人倍率は0.67倍と、円高不況の影響があった1987年7月(0.68倍)以来の水準に低下し、完全失業率も2.7％と高水準となった(5年8カ月ぶりの水準)。

### 学卒無業率・不本意非正規雇用率・失業率の推移
ジョブ型雇用社会とは異なり、日本のようなメンバーシップ型雇用社会の国では、不景気時の新卒世代(就職氷河期世代)では採用減の影響で普段よりも、同レベルの高学歴の者でも大企業や中小企業に正社員で就職できた人・不本意非正規雇用を経てから中小企業などへ就職できた人の割合が減り、不本意非正規雇用の人・非正規雇用にも採用されず不本意無職の人の割合が増えた。具体的には就職率全体における記録開始後の過去最低(超氷河期)は2003年の55.1％だが、大卒者における「超氷河期」は2000年であり、同年の有効求人倍率は0.59％、大卒の就職率は55.8％となっている。同年の大卒は、22.5％も卒業時点でも就職先が決まっていない「学卒無業者」であった。特に男性は経済力が対異性関係には重要であり、結婚の可否に与える影響が大きかった。2013年以降の売り手市場への回復によって、日本国の非正規雇用全体に占める不本意非正規雇用の割合だけでなく、不本意非正規雇用労働者数自体も減少傾向が続いている。不景気時に不本意非正規雇用の割合が増えることは就職氷河期だけに限った一時的な問題にはとどまらず、グローバル化による発展途上国労働者との低価格競争のための人件費削減圧力・技術革新による分業や機械化の中で生じつつある長期的かつ構造的な問題である。 
日本の失業率は2012年の4.3％から2019年には2.4％に低下し、有効求人倍率は2012年の0.8倍（12年）から2019年には1.6倍（19年）へと倍増した。これは「2013年以後に卒業した学生」の学力や「仕事をする能力」が、「就職氷河期の学生」のよりも改善したからではなく、アベノミクスで2012年以前よりも単に日本の景気が改善したからである。

## 「バブル崩壊から金融危機」（「1993-2000年」卒）

時代日本の」実質GDP成長率の推移

バブル崩壊後から金融危機後の就職が困難であった時期（1993年から2005年卒までが該当すると考える専門家もいる）を指す語。失われた世代（うしなわれたせだい）、ロストジェネレーションと呼ばれることもある。

### 経過
詳しい採用状況については#採用状況を参照

#### バブル崩壊前の就職状況
第1次石油危機後の1970年代半ばから1985年までは、日本の労働市場における新規求人倍率は 0.9倍から1倍、有効求人倍率は 0.6倍から0.7倍の間で推移していた。しかし1985年9月のプラザ合意と、それに伴う円高をきっかけに、日本経済は低金利政策で内需主導のバブル景気に入り、企業が過剰な設備投資と雇用をおこなったため、有効求人倍率は 1.4倍まで跳ね上がり、バブル景気が本格化した1988年から1992年まで1倍を上回る状況が起きた。

#### 就職氷河期突入

日本の有効求人倍率

1990年1月より株価や地価などの暴落が起こり、「バブル崩壊」と呼ばれる様相を呈し、翌1991年2月を境に安定成長期（バブル期も含む）が終焉した。景気が後退するなかで、バブル期の過剰な雇用による人件費を圧縮するために、企業は軒並み新規採用の抑制を始めた。さらに、同時期の政界では短期間で枠組が著しく変動する大混乱のさなかにあったため、政府が景気対策に本腰を入れて取り組むことが困難な状況であった。
それでも、1993年を底として景気がゆるやかに回復し、1997年新卒の就職状況はいったんは持ち直したが、消費税引き上げなどの緊縮財政に加え、1997年夏のアジア通貨危機、不良債権処理の失敗から1997年下半期から1998年にかけて大手金融機関が相次いで破綻したことなどで景気が急速に冷え込んだため、再び就職状況が悪化した。この時期は、求人数の大幅削減のほかに、企業の業績悪化や新興国との競争激化によって新卒を企業人として育成する余裕がなくなり、現場に即投入できる「即戦力」を新卒に求める風潮が現れた。これにより、雇用のミスマッチが発生し、単純に求人数が増えても失業率が下がりにくくなり、収入と生活の安定を求めて本人の能力や専門知識とはかけ離れた職場に否応無く入らなければならなくなり、その様な環境下で短期間で解雇に追い込まれる状況が発生した。また、大卒者の就職についても、1996年に就職協定が廃止されて以後は企業が優秀な大学生を囲い込むべく青田買いが発生し、こうした環境の変化により多くの大学生に混乱と過重な心理的負担を与えることとなった。さらに1999年からトライアル雇用が始まり採用後、トライアル雇用期間中であればすぐに解雇しても違法にならず新卒でも即戦力にならないとすぐに解雇される新卒切りや新卒使い捨てが行われるようになった。
このような背景があり、有効求人倍率は1993年から2005年まで 1 を下回り、新規求人倍率は1998年に 0.9 まで下がった。また、バブル期に比べて、新卒者が困難な就職活動を強いられたため、フリーターや派遣労働といった社会保険の無い非正規雇用（プレカリアート）になる者が増加した。

#### 就職氷河期の一時終結と既卒者の就職状況
2000年代半ばの輸出産業の好転で、雇用環境は回復し、2005年には就職氷河期は一旦終結した。新卒者の求人倍率は上昇し、2006年から2008年の3年間は一転して「売り手市場」と呼ばれるようになり、有効求人倍率は2006年から2007年にかけて1を上回った。
13年近くにわたる採用抑制の影響により多くの企業で人手不足となっており、労働環境が苛酷になるブラック企業が増加した。また10年以上続いた採用抑制の結果、従業員の年齢構成が大きくいびつとなり、技術や技能の伝承に支障をきたすようになっていた。
このため企業はそれまでの態度を覆し、こぞって新卒の大量採用に走り、求人倍率そのものは「バブル期並み、もしくはそれ以上」とも言われた。特に金融関係の採用意欲は強く、大手メガバンクの中には一度に数千人採用した例もあった。ただし、氷河期に比べれば採用基準は緩和されたものの、依然として厳選採用の傾向にあり、優秀な人材の応募がないと判断すると定員割れのまま募集を打ち切る企業が相次いだことからがら、優秀な学生がいくつも内定を獲得し入社辞退するのに一苦労した一方で、内定を一つ得るのに苦労した学生もおり「内定格差」なる言葉も生まれた。
しかし新卒者の雇用環境が改善される一方で、既卒者の雇用環境は厳しいままであり、世代間による雇用機会の不均衡を指摘する声が強まった。日本の労働市場における採用慣行は「新卒一括採用」と「年功序列」に偏重しているため、第二新卒を含めた既卒者の就職が著しく不利になっているから、卒業後すでに相当の年数が経った氷河期世代の求職者、特にそれまで正規雇用されたことがない者は、極めて不利な条件下に追い込まれている。
団塊の世代の定年退職による労働力減少への対応についても、大多数の企業は新卒採用、また賃金の安い外国人労働者や定年退職者の再雇用によって補うことがあり、必ずしも氷河期世代の救済にはなっておらず、非正規雇用の割合は2008年まで上がり続けているという状況がある。

### 採用状況

OECD各国の全雇用者に占める、不本意パートタイマー割合。2009年には統計開始から最高を記録した

#### 新卒採用

##### 高卒
2005年3月高校・中学新卒者の就職内定状況等によれば、規模が500人以上の企業においての求人数は1992年の約34万人をピークに、2004年には約3万人にまで激減しており、また製造業での求人数も1992年の70万人であったのが2004年は8万人に激減した。要因としてはいくつかいわれており、例えば、大手企業が大卒者等の高学歴化へのシフトなどが指摘されている。
新卒時は好景気であった団塊ジュニアの高卒者もまた、1997年のアジア通貨危機や1999年の産業再生法施行後には人員削減により不安定雇用に追い込まれた者も少なくない。高校に来る求人が大幅に減ったため学校側は、消費者金融やパチンコ屋といったかつては考えられなかった職種の求人も受け入れるようになった。
ただし、就職難を背景に次第に大学などへの進学率が増加し、高卒での就職率が減少したこと、また、大学生などとは異なり、就職希望の高校生で就職できなかった者は、専門学校などへの進学に進路を変更した者も多かったため、大卒などの就職難に比べると、高校新卒者の就職難はあまり深刻視されなかったという面もある。

##### 大卒
大卒者の雇用環境もこの時期に厳しく悪化した。リクルートワークスの調査によれば、1991年をピークに求人倍率は低下傾向で推移し、2000年にはついに1倍を下回った。多少の変動はあるものの、2002年を谷とする景気の回復に伴い求人数が増加するまで、長期間にわたって雇用環境は厳しい状況となった。
その結果就職率も惨憺たる状況となった。学校基本調査によれば、1991年の81.3%をピークに低下を続け、2003年には55.1%（専門学校の就職率は76%）と最低記録を更新し、就職氷河期の中でも最も就職率の低い時期となった。2000年には大学卒業者の22.5%が学卒無業者であった。
また、この1990年代以降には、幸運にも新卒や新卒相当で正社員の地位にありつけたとしても、たまたま求人があった全く畑違いの業種に飛び込まざるを得ない状況もあり、本人の志望や専門とはかけ離れ、大学の専門教育で身に付けた知識や能力が役に立つ機会があるとは到底思えない（不完全雇用）、本意とは到底考え難い仕事しか選ぶ事ができなかった者や、総合職や専門職の新卒の正社員として就職できぬまま単純労働者や非正規雇用となった高学歴者が、様々な業種の末端で見られるようになった。就職難のため、大学卒業後に専門学校などの教育機関にさらに通う（ダブルスクール）者も増え、意図的に大学卒業の手続きを取らずに留年して就職活動を継続する「就職留年」をする者もいる。

#### 中途採用
中途採用は新卒以上に厳しい状況となった。企業が「即戦力」を要求するために、新卒時に正社員へと就職できなかった者の多くが、その後も、正社員でない仕事に就職したり、非希望型ニートと呼ばれる就職活動自体を断念したりする者（就業意欲喪失者）も現れた。離職者についても、十分なスキルを蓄積できなかった者は再就職が困難な状態となった。また、雇用政策は新卒に重点をおくために、中途採用の方の雇用対策まで手が回らないこともあり、さらに年齢や性別を理由に門前払いされるケースもある。
人手不足が深刻な企業や団体（農業や福祉業界など）では、特に、即戦力としてのスキルを持たない就職氷河期世代のフリーターやニートの雇用を行っている企業や団体も存在している。
有効求人倍率については、1993年以降徐々に減少していき、1999年には0.48を記録した。しかし、その後徐々に上昇し、2006年には1.06を記録するまでに回復した。しかし、その後急激な減少に転じ、2009年には、1999年に前回の就職氷河期で最低を記録した0.48をさらに下回る0.47となった。そして、2009年7月の完全失業率は国全体で5.7%に、有効求人倍率は0.42倍に下がった。そのなかでも、25歳-34歳（1975年-1984年生まれ）の完全失業率は6.1%に、15歳-24歳（1985年-1994年生まれ）の完全失業率は9.6%にのぼった（2009年4月）。その後の求人倍率は上昇傾向であり、2011年は0.65であった。

### 就職氷河期後の新社会人の就職観の変化
バブル景気前後に生まれ、バブル崩壊後の不景気と日本（を含む先進諸国）の経済衰退という時代に少年期を送ったポスト氷河期世代は、就職難に直面する氷河期世代の後姿をみて育ったため、安定志向や大企業志向が強まっている。そのため、中小企業は新卒が集まらない状況に直面している。2005年放送のNHK『日本の、これから』のスタジオ生討論においても、中小企業経営者らが、「町工場は人手がまったく足りない」、「求人を出している」と語っていた。また、大手や中堅企業でも飲食や介護など不人気業種は新卒の確保に苦戦している。

### 社会の構造と政治
プラザ合意からの円高で、バブル崩壊以前からすでに日本における労働力のコストは高騰していたが、日本企業はバブル景気による収益で高コスト体質による不利をカバーできていたため、旧来的な雇用形態を変えておらず、それゆえ高価な労働力を過剰に抱えていた。それがバブル崩壊を境にいよいよ維持できなくなったことで、リストラによる余剰人員の削減と雇用柔軟性の導入が必要となった。
この動きの一環として、1999年には、小渕恵三・小沢一郎の「自自公」内閣によって派遣労働が製造業を除いて原則自由化され（12月1日）、企業が人員を削減する程法人税を減免する「産業再生法」が制定された。この「産業再生法」の背景が、1995年に日経連（当時）が発表した「新時代の『日本的経営』」だとの意見がある。この「新時代の『日本的経営』」では、労働者を「長期蓄積能力活用型グループ」「高度専門能力活用型グループ」「雇用柔軟型グループ」に分けており、派遣労働者やフリーターは「雇用柔軟型グループ」に当たる。
「新時代の『日本的経営』」を支えたとみられる社会像として、小沢一郎の「普通の国」（1993年5月20日刊行）、小泉純一郎の「聖域なき構造改革」（2001年4月26日発足）が挙げられる。これらの路線は、「アメリカ型社会の模倣」、「『わずかな強者が主導権を握り、大多数の弱者が貧困と死におびえる階層社会』となる」などと批判されることがある。
前述の通り、1999年12月1日には小渕恵三・小沢一郎の「自自公」内閣によって派遣労働が製造業以外を除いて原則自由化され、2004年3月1日には小泉純一郎内閣によって製造業への派遣労働が解禁され、派遣労働者は爆発的に増大した。ただし、労働者派遣法の改正審議の当時、偽装請負が社会問題化のきざしをみせていた。派遣労働者激増の背景には、偽装請負業者が一般派遣へ流れ、それまで派遣労働者としてカウントされていなかった分の増加が相当の割合で寄与しているという面もある。

## ITバブル崩壊からリーマン・ショック（2001-2014年卒）
「ポスト団塊ジュニア#就職問題」、「ゆとり世代#就職活動」も参照
2001年卒（就職活動は2000年）から2014年卒ごろは、ITバブル崩壊後からリーマン・ショック後の特に大学の新卒者の就職が困難になった時期である。

### 経緯と概要
詳しい経済状況については（1999年-2008年）「ITバブル崩壊」、「世界金融危機（リーマン・ショック）」などを参照
2005年に就職氷河期が一旦終結後、いざなみ景気後半時の、2006年から2008年まで続いた「売り手市場」であったが、世界金融危機やリーマン・ショック等の影響により景気は後退し、就職状況は一転した。
就活時期には売り手市場のはずであった2009年春卒業予定の学生の内定が取り消されるという事態が続出し、さらに、2010年大学卒業者の就職率は前年卒を7.6%下回る60.8%まで減少し、1948年の調査開始以来最大の下げ幅を記録した。このように一時的な就職氷河期であったうえに、2014年になると有効求人倍率も1を超える売り手市場となったこともあり、この期間の就職氷河期はあまり注目されず、日本政府も前述にある1993-2005年卒の就職氷河期の支援を重点課題にしている。

### 就職状況
2000-2010年卒は就職氷河期であるといわれていたものの、前回の就職氷河期と比べれば、就職率や求人数、求人倍率も高いということもあり、必ずしも就職氷河期だとは言い切れないという意見もある。2010年には公認会計士試験合格者約2,000人のうち700人が就職できず、浪人比率は過去最悪の4割に達する程であったものの、2000年代前後と比較すれば、回復はしている。

### 採用状況の変化
将来の成長性に限界のある日本（先進国）よりも海外の新興国に活路を求める企業は、グローバル戦略での海外への展開にあたって外国人労働者の採用を年々増加させており、単なる求人数の減少のみならず、外国人との競争という前回の氷河期にはなかった逆風現象も起きている。その他にも大学進学率が5割を超え、大学新設などにより大学の数が増加して大学生の数が増加したこと、学生の大手志向により大企業に就職希望者が殺到していて逆に中小企業には就職希望者が集まらないこと、企業が優秀な学生を採用する厳選採用を方針としていることなどが上げられる。
また、就職氷河期の影響で就職できなかった者の対策として、厚生労働省は卒業後3年以内を新卒扱いにする指針を打ち出した。なお、2015年卒で既卒者の受付をした企業は全体の66.0%であり、実際に既卒者に内定を出した企業は14.2%であった。
また、前回の氷河期から続いている採用活動の早期化が行き過ぎ、学業が疎かになりがちなことや海外留学などの活動に手を出しづらくなっていることへの反省から、日本貿易会が採用活動の開始時期を遅らせること検討したのを皮切りに、経団連などでも同様の検討がなされた。経団連は、2011年卒以降時期を変更する措置をとり続けてきたが、採用難が続く現状ルールを徹底することが困難となり21年卒以降のルールの撤廃することとした。

## 留意点

### 高度経済成長期との違い
就職氷河期はグローバル化による途上国との価格競争の始まり、IT化による労働構造の変化など、日本企業にとって様々な悪材料が重なった時期であった。高度成長期は、競争相手は国内の同業他社または先進国の企業であり、価格競争せずにも品質や性能で勝負することもできた。グローバル化以降は、「新興国や発展途上国」との価格競争が最も重要になっており、生産性と比較して高い人件費を負担できない企業では、非正規雇用の増加、賃金カーブのフラット化が起きている。

### 氷河期の中の売り手市場
就職氷河期では、ほとんどの業種で採用状況が悪化した。例えば慢性的な人手不足で求人倍率が高く売り手市場として推移していた流通業界でも2000年では3.19倍と落ち込み、これは氷河期が収束したとされる2006年の5.29倍、2007年の6.38倍、2008年の7.31倍、2009年の7.15倍などに比べると明らかに低い水準に留まっている。全体を通してみると、2000年の大卒求人倍率は1.0倍を割り込み、学生数が年々増加している中にもかかわらず、文科系求人は前年より 1.2 万人減少し21.4 万人になった。理科系はさらに深刻で、前年より 8.2 万人の大幅な減少の結果19.4 万人の求人数に留まり、その落ち込みの激しさが指摘されている。
売り手市場と言われていた高卒においても内定率の落ち込みは顕著で、バブル期の1990年、1991年では99.2％で推移していたものが、2000年には92.1％、翌年に少し持ち直して92.8％になるものの、2002年には89.7％という落ち込みを記録し、大卒よりも高い内定率を維持していたはずの高卒の状況の方が悪化するという逆転現象が起こった。その原因には、従来から高卒者の採用が多く過去の不況下でも高卒の高い内定率を維持していた要因の一つだった中小企業が、1997年のアジア通貨危機以後の金融機関による貸し渋りや貸し剥がしの影響をまともに受けて倒産や廃業に追い込まれるケースが全国的に続出したため、それに伴って高卒の求人が激減したことが大きいといわれている。因みに2003年高校新卒者（1984年度生まれ）の有効求人倍率は2002年7月末時点で0.50、2003年3月末時点においても1.21といずれも過去最低を記録した。2000年代前半においては、不況の影響を受けやすい普通科の教育困難校だけでなく、売り手市場で推移していたはずの工業高校ですら求人数の減少や内定率が落ち込み、採用状況は悪化した。
また同時期に定年延長や再雇用の義務化の政策が進行したこともあって、公務員や教職員の採用数も絞られる結果になっていた。これらの状況は公務員を含むあらゆる業種に及んだため、氷河期世代において就職難の影響を受けていないセクターは殆どないと考えて良い。
さらに、この時期は制度変更による就職活動の混乱も見られた。特に、1996年の就職協定の廃止から内定時期が早まる傾向が顕著化し、たとえば1998年には10月1日時点の内定率は73.6%、12月1日時点で84.8%と、団塊の世代の穴埋めで売り手市場と言われた年（2007 - 2009年卒）よりも高い内定率を一時的に出しているもの、最終的には93.3％と昨年の94.5％よりも、さらに1.2ポイント低い数値に落ち込んでいる。
同時期に就職活動のインターネット活用も本格化しており、それまで売り手市場だったセクターの就職活動も含めて、この就職氷河期において就職活動の状況は大きく様変わりした。

### 大都市と地方
大都市よりも地方では有効求人倍率が低い傾向にあり、バブル景気の時期や就職氷河期が一時終結した時期でも、北海道や九州では有効求人倍率が1を上回らなかったという現状がある。
| 地域         | 1985年 | 1990年 | 1995年 | 2000年 | 2005年 | 2009年 |
| ------------ | ------ | ------ | ------ | ------ | ------ | ------ |
| (全国)       | 0.68   | 1.40   | 0.63   | 0.59   | 0.95   | 0.47   |
| 北海道       | 0.39   | 0.65   | 0.54   | 0.46   | 0.57   | 0.37   |
| 東北         | 0.46   | 1.22   | 0.73   | 0.59   | 0.68   | 0.35   |
| 南関東       | 0.80   | 1.57   | 0.48   | 0.55   | 1.11   | 0.53   |
| 北関東・甲信 | 1.26   | 2.33   | 0.91   | 0.86   | 1.09   | 0.45   |
| 北陸         | 0.84   | 1.92   | 1.04   | 0.70   | 1.06   | 0.50   |
| 東海         | 1.27   | 2.27   | 0.78   | 0.77   | 1.41   | 0.50   |
| 近畿         | 0.59   | 1.20   | 0.49   | 0.48   | 0.92   | 0.49   |
| 中国         | 0.75   | 1.74   | 0.88   | 0.72   | 1.10   | 0.58   |
| 四国         | 0.58   | 1.28   | 0.82   | 0.66   | 0.84   | 0.57   |
| 九州         | 0.35   | 0.93   | 0.54   | 0.46   | 0.67   | 0.40   |

### 求人倍率の数値と実状とのギャップ
一部の中小企業などで営業職などで新卒者を大量採用して採用後、すぐに飛び込み営業や電話での勧誘をやらせ、契約が取れなかったりノルマが達成できない者を解雇し、わずかな売上成績上位者だけを残すといった「新卒切り」「新卒使い捨て」が行われていた。
就職氷河期が再来したと言われる2010年卒の求人倍率は1.64倍であり、就職状況が良くなったといわれる2006年卒の1.60倍を上回ったにもかかわらず、2010年卒が就職難であると指摘されるのは、求人は出しても即戦力になり得る人材がいなければ採用者を出さない企業が増えているためだと考えられる。また、企業の採用計画が軒並み出そろった後に急激な景気の変動が生じ、求人数と実際の採用数に乖離が出たためだと指摘する者もいる。このような現状があるため、好況時と不況時とで単純に求人倍率の比較はできない。

### 内定率や就職率の数値
就職率に関するニュースなどで使われる新卒の就職内定率は、毎年90%を超えているが、これは、就職を希望する者のうち内定が確定した者の割合だからである。そのため、大学院、就活塾、予備校等へ進学を希望した者や、就職活動を諦めた者は母集団から除外され、内定率は90%以上になる。なお、就職率は卒業者数のうち、就職した者の割合であるため、留年（就職留年も含む）したものは母集団に含まないが、卒業した者は進学した者も就職を諦めた者も母集団に含まれる。

### 正社員・非正規社員の区分
学校基本調査（文部科学省）の統計では、2011年卒までは職に就いた者について、「就職者」と「一時的な仕事に就いた者」に区分していた。しかし、2012年卒以降「就職者」を「正規の職員等」と「正規の職員等でない者」に区分するようになった。それぞれの区分は以下の通りになる。
- 正規の職員等：雇用期間の定めがない者
- 正規の職員等にない者：1年以上の雇用期間の定めがあり、一週間の所定の労働時間が30 - 40時間の者
- 一時的な仕事に就いた者：1年未満の雇用期間の者、または1年以上の雇用期間の定めがあるが、一週間の所定の労働時間が30時間未満の者
- 就職者：正規の職員等と正規の職員等にない者の合計

## 資料
就職氷河期を挟んだ時期の雇用関連指標を以下に掲載する。
- ■ : 就職氷河期（1993年から2005年）
- ■ : 新就職氷河期（2010年から2013年）

### 求人倍率
| 年   | 有効求人倍率 | 有効求人数 | 有効求職者数 | 就職件数 |
| ---- | ------------ | ---------- | ------------ | -------- |
| 1991 | 1.40         | 1,805,631  | 1,290,153    | 106,709  |
| 1992 | 1.08         | 1,553,333  | 1,433,026    | 108,284  |
| 1993 | 0.76         | 1,275,820  | 1,669,074    | 111,747  |
| 1994 | 0.64         | 1,186,463  | 1,848,098    | 120,628  |
| 1995 | 0.63         | 1,233,449  | 1,954,365    | 126,684  |
| 1996 | 0.70         | 1,393,689  | 1,980,970    | 128,680  |
| 1997 | 0.72         | 1,493,094  | 2,070,944    | 132,306  |
| 1998 | 0.53         | 1,265,216  | 2,394,818    | 137,300  |
| 1999 | 0.48         | 1,206,889  | 2,529,993    | 144,177  |
| 2000 | 0.59         | 1,472,596  | 2,506,804    | 155,421  |
| 2001 | 0.59         | 1,534,182  | 2,597,580    | 157,206  |
| 2002 | 0.54         | 1,486,484  | 2,768,427    | 168,366  |
| 2003 | 0.64         | 1,670,065  | 2,596,839    | 176,143  |
| 2004 | 0.83         | 1,956,329  | 2,368,771    | 178,754  |
| 2005 | 0.95         | 2,163,164  | 2,271,675    | 176,954  |
| 2006 | 1.06         | 2,294,833  | 2,164,014    | 178,075  |
| 2007 | 1.04         | 2,179,802  | 2,094,404    | 170,598  |
| 2008 | 0.88         | 1,831,664  | 2,091,492    | 155,902  |
| 2009 | 0.47         | 1,308,885  | 2,762,480    | 166,554  |
| 2010 | 0.52         | 1,403,634  | 2,705,935    | 179,304  |
| 2011 | 0.65         | 1,674,223  | 2,593,291    | 180,328  |
| 2012 | 0.80         |            |              |          |
| 2013 | 0.93         |            |              |          |
| 2014 | 1.09         |            |              |          |

| 年卒 | 求人数  | 求職者数 | 求人倍率 |
| ---- | ------- | -------- | -------- |
| 1991 | 840,400 | 293,800  | 2.86     |
| 1992 | 738,100 | 306,200  | 2.41     |
| 1993 | 617,000 | 323,200  | 1.91     |
| 1994 | 507,200 | 326,500  | 1.55     |
| 1995 | 400,400 | 332,800  | 1.20     |
| 1996 | 390,700 | 362,200  | 1.08     |
| 1997 | 541,500 | 373,800  | 1.45     |
| 1998 | 675,200 | 403,000  | 1.68     |
| 1999 | 502,400 | 403,500  | 1.25     |
| 2000 | 407,800 | 412,300  | 0.99     |
| 2001 | 461,600 | 422,000  | 1.09     |
| 2002 | 573,400 | 430,200  | 1.33     |
| 2003 | 560,100 | 430,800  | 1.30     |
| 2004 | 583,600 | 433,700  | 1.35     |
| 2005 | 596,900 | 435,100  | 1.37     |
| 2006 | 698,800 | 436,300  | 1.60     |
| 2007 | 825,000 | 436,900  | 1.89     |
| 2008 | 932,600 | 436,500  | 2.14     |
| 2009 | 948,000 | 443,100  | 2.14     |
| 2010 | 725,300 | 447,000  | 1.62     |
| 2011 | 581,900 | 455,700  | 1.28     |
| 2012 | 559,700 | 454,900  | 1.23     |
| 2013 | 553,800 | 434,500  | 1.27     |
| 2014 | 543,500 | 425,700  | 1.28     |

### 卒業後の進路
| 年卒 | 卒業者数 | 大学院等 進学者数 | 就職者数 | 一時的な職に 就いた者の数 | 大学院等 進学率 | 就職率 | 一時的な職に 就いた者の割合 |
| ---- | -------- | ----------------- | -------- | ------------------------- | --------------- | ------ | --------------------------- |
| 1990 | 400,103  | 27,101            | 324,164  | 3,645                     | 6.8             | 81.0   | 0.9                         |
| 1991 | 428,079  | 30,028            | 347,862  | 3,482                     | 7.0             | 81.3   | 0.8                         |
| 1992 | 437,878  | 33,381            | 350,070  | 3,941                     | 7.6             | 79.9   | 0.9                         |
| 1993 | 445,774  | 37,318            | 339,901  | 5,494                     | 8.4             | 76.2   | 1.2                         |
| 1994 | 461,898  | 43,890            | 325,447  | 7,709                     | 9.5             | 70.5   | 1.7                         |
| 1995 | 493,277  | 46,329            | 331,011  | 9,280                     | 9.4             | 67.1   | 1.9                         |
| 1996 | 512,814  | 48,218            | 337,820  | 10,514                    | 9.4             | 65.9   | 2.1                         |
| 1997 | 524,512  | 47,906            | 349,271  | 10,738                    | 9.1             | 66.6   | 2.0                         |
| 1998 | 529,606  | 49,706            | 347,562  | 11,957                    | 9.4             | 65.6   | 2.3                         |
| 1999 | 532,436  | 54,023            | 320,119  | 16,023                    | 10.1            | 60.1   | 3.0                         |
| 2000 | 538,683  | 57,663            | 300,718  | 22,633                    | 10.7            | 55.8   | 4.2                         |
| 2001 | 545,512  | 58,662            | 312,471  | 21,514                    | 10.8            | 57.3   | 3.9                         |
| 2002 | 547,711  | 59,676            | 311,495  | 23,205                    | 10.9            | 56.9   | 4.2                         |
| 2003 | 544,894  | 62,251            | 299,987  | 25,255                    | 11.4            | 55.1   | 4.6                         |
| 2004 | 548,897  | 64,610            | 306,414  | 24,754                    | 11.8            | 55.8   | 4.5                         |
| 2005 | 551,016  | 66,108            | 329,125  | 19,507                    | 12.0            | 59.7   | 3.5                         |
| 2006 | 558,184  | 67,298            | 355,820  | 16,659                    | 12.1            | 63.7   | 3.0                         |
| 2007 | 559,090  | 67,175            | 377,776  | 13,287                    | 12.0            | 67.6   | 2.4                         |
| 2008 | 555,690  | 67,372            | 388,480  | 11,485                    | 12.1            | 69.9   | 2.1                         |
| 2009 | 559,539  | 68,422            | 382,434  | 12,991                    | 12.2            | 68.4   | 2.3                         |
| 2010 | 541,428  | 72,539            | 329,132  | 19,332                    | 13.4            | 60.8   | 3.6                         |
| 2011 | 552,358  | 70,465            | 340,143  | 19,107                    | 12.8            | 61.6   | 3.5                         |
| 2012 | 558,692  | 65,683            | 357,011  | 19,569                    | 11.8            | 63.9   | 3.5                         |
| 2013 | 558,853  | 63,334            | 375,859  | 16,736                    | 11.3            | 67.3   | 3.0                         |
| 2014 | 565,573  | 63,027            | 394,937  | 14,519                    | 11.1            | 69.8   | 2.6                         |

| 年卒 | 卒業者数 | 就職者数 | 正規職員等 就職者数 | 非正規職員等 就職者数 | 就職率 | 正規職員等 就職率 | 非正規職員等 就職率 |
| ---- | -------- | -------- | ------------------- | --------------------- | ------ | ----------------- | ------------------- |
| 2012 | 558,692  | 357,011  | 335,048             | 21,963                | 63.9   | 60.0              | 3.9                 |
| 2013 | 558,853  | 375,859  | 353,125             | 22,734                | 67.3   | 63.2              | 4.1                 |
| 2014 | 565,573  | 394,768  | 372,509             | 22,259                | 69.8   | 65.9              | 3.9                 |

| 年卒 | 卒業者数  | 大学等 進学数 | 専修学校 進学数 | 就職数  | 大学等 進学率 | 専修学校 進学率 | 就職率 |
| ---- | --------- | ------------- | --------------- | ------- | ------------- | --------------- | ------ |
| 1990 |           |               |                 |         |               |                 | 35.3   |
| 1991 |           |               |                 |         |               |                 | 34.4   |
| 1992 | 1,807,175 | 591,520       | 296,249         | 599,072 | 32.7          | 16.4            | 33.1   |
| 1993 | 1,755,338 | 606,304       | 290,517         | 534,857 | 34.5          | 16.6            | 30.5   |
| 1994 | 1,658,949 | 598,959       | 275,562         | 459,280 | 36.1          | 16.6            | 27.7   |
| 1995 | 1,590,720 | 597,986       | 265,892         | 407,914 | 37.6          | 16.7            | 25.6   |
| 1996 | 1,554,549 | 605,619       | 262,404         | 377,619 | 39.0          | 16.9            | 24.3   |
| 1997 | 1,503,748 | 611,431       | 252,998         | 352,963 | 40.7          | 16.8            | 23.5   |
| 1998 | 1,441,061 | 611,841       | 236,841         | 327,672 | 42.5          | 16.4            | 22.7   |
| 1999 | 1,362,682 | 602,078       | 228,390         | 275,859 | 44.2          | 16.8            | 20.2   |
| 2000 | 1,328,902 | 599,747       | 228,672         | 247,074 | 45.1          | 17.2            | 18.6   |
| 2001 | 1,326,844 | 598,849       | 232,625         | 244,505 | 45.1          | 17.5            | 18.4   |
| 2002 | 1,314,809 | 589,674       | 236,791         | 224,692 | 44.8          | 18.0            | 17.1   |
| 2003 | 1,281,334 | 571,959       | 241,931         | 212,863 | 44.6          | 18.9            | 16.6   |
| 2004 | 1,235,012 | 559,732       | 237,264         | 208,903 | 45.3          | 19.2            | 16.9   |
| 2005 | 1,202,738 | 568,336       | 228,858         | 208,746 | 47.3          | 19.0            | 17.4   |
| 2006 | 1,171,501 | 578,094       | 213,096         | 210,439 | 49.3          | 18.2            | 18.0   |
| 2007 | 1,147,159 | 587,393       | 193,074         | 212,600 | 51.2          | 16.8            | 18.5   |
| 2008 | 1,088,170 | 574,990       | 167,010         | 206,588 | 52.8          | 15.3            | 19.0   |
| 2009 | 1,063,581 | 573,037       | 156,221         | 193,563 | 53.9          | 14.7            | 18.2   |
| 2010 | 1,069,129 | 580,578       | 170,182         | 168,673 | 54.3          | 15.9            | 15.8   |
| 2011 | 1,008,492 | 548,886       | 161,753         | 160,272 | 54.4          | 16.0            | 16.3   |

### 内定率
内定率とは、就職希望者に対し内定を得た人が占める割合で、「内定者数 ÷ 就職希望者数 × 100」で算出される。就職を希望しない者や就職を諦めた者は、母集団に含まれない。また、就職希望者数のうち就職が決まった者の割合ではない。
| 年卒 | 10月1日 現在 | 12月1日 現在 | 2月1日 現在 | 4月1日 現在 |
| ---- | ------------ | ------------ | ----------- | ----------- |
| 1996 | 69.8         | 82.0         |             | 93.5        |
| 1997 | 69.9         | 83.5         |             | 94.5        |
| 1998 | 73.6         | 84.8         |             | 93.3        |
| 1999 | 67.5         | 80.3         |             | 92.0        |
| 2000 | 63.6         | 74.5         | 81.6        | 91.1        |
| 2001 | 63.7         | 75.2         | 82.3        | 91.9        |
| 2002 | 65.0         | 76.7         | 82.9        | 92.1        |
| 2003 | 64.1         | 76.7         | 83.5        | 92.8        |
| 2004 | 60.2         | 73.5         | 82.1        | 93.1        |
| 2005 | 61.3         | 74.3         | 82.6        | 93.5        |
| 2006 | 65.8         | 77.4         | 85.8        | 95.3        |
| 2007 | 68.1         | 79.6         | 87.7        | 96.3        |
| 2008 | 69.2         | 81.6         | 88.7        | 96.9        |
| 2009 | 69.9         | 80.5         | 86.3        | 95.7        |
| 2010 | 62.5         | 73.1         | 80.0        | 91.8        |
| 2011 | 57.6         | 68.8         | 77.4        | 91.0        |
| 2012 | 59.9         | 71.9         | 80.5        | 93.6        |
| 2013 | 63.1         | 75.0         | 81.7        | 93.9        |
| 2014 | 64.3         | 76.6         | 82.9        | 94.4        |

### 就職戦線状況
下の表は、人事担当者が答えたその年の就職戦線の状況である。赤い部分がその年で多く答えた分類（氷河期、どちらでもない、売り手市場）である。
| 年卒 | 氷河期   | 氷河期 | どちらでもない | 売り手市場     | 売り手市場       |
| 年卒 | 超氷河期 | 氷河期 | どちらでもない | まだ売り手市場 | かなり売り手市場 |
| 2010 | 16.9     | 48.7   | 30.5           | 3.6            | 0.3              |
| 2011 | 12.5     | 51.8   | 29.6           | 5.2            | 0.8              |
| 2012 | 11.7     | 51.8   | 30.9           | 4.7            | 0.8              |
| 2013 | 11.0     | 39.3   | 41.3           | 6.8            | 1.8              |
| 2014 | 7.1      | 37.8   | 46.6           | 6.6            | 1.9              |
| 2015 | 1.9      | 11.8   | 61.9           | 19.4           | 5.0              |
| ---- | -------- | ------ | -------------- | -------------- | ---------------- |

- 注意点
  - 有効求人倍率の各用語の詳細については、求人倍率を参照されたい。
  - 1990年以前有効求人倍率の推移については求人倍率の推移を参照されたい。
  - 就職内定率については、特に2010年では近年増えている#新卒採用も通常の留年に含めて扱っているので、実際の「就職活動した人のうち就職が決まった割合」とは差があること、過去の就職内定率とは完全には数値比較ができないことに注意する必要がある。
  - 就職者には、就職しながら進学した者も含む。

## 氷河期世代

日本の世代の変遷

日本の雇用システムは、非不景気時は新卒未経験者でも就業がしやすく、若年失業率を諸外国よりも圧倒的に低くしているプラス面があるが、不景気に特定世代(不景気時期に新卒世代)が雇用調整(就職氷河期)を請け負うマイナス面がある。この就職氷河期時に就職活動を行った世代のことを「氷河期世代」と呼ぶ。内閣府は2019年6月21日の閣議決定「経済財政運営と改革の基本方針2019」において、「（2019年）現在、30代半ばから40代半ば」と定義しており、厚生労働省は2019年8月30日の発表において、「1993年（平成5年）から2005年（平成17年）に学校卒業期を迎えた世代（33歳-44歳）」を指し、中心層は35歳から44歳と説明している。2023年（令和5年）4月1日現在の「30代後半から40代後半（36歳から48歳）」は、概ね1974年（昭和49年）度から1986年（昭和61年）度生まれ（但し、それは高校卒業時に就職した者を基準にした場合）に相当する。大学卒業者の場合は4歳ほど上にずれるので、氷河期世代の範囲は2023年（令和5年）4月1日現在で40歳から52歳（概ね1970年〈昭和45年〉度から1982年〈昭和57年〉度生まれ）。
その他、「貧乏くじ世代」（香山リカ）、「ロストジェネレーション」（『朝日新聞』が2006年8月及び2007年1月5日付28-29頁の特集で使用）、「棄民世代」（藤田孝典）などと呼ばれることもある。氷河期世代には安定した職に就けず、派遣労働者やフリーターなどの不安定労働者（プレカリアート）が非常に多い。『反貧困』の著者である湯浅誠によると、負傷で解雇された氷河期世代の派遣労働者は「夢は自爆テロ」と言い放ったという。
また、「氷河期世代」は「割を食った世代」の意味とも等しく、日中戦争、アジア・太平洋戦争期に徴兵される年齢層に当たった大正生まれの戦争体験者は、「私たちの世代が一番戦争の割を食った」と口にした「人生25年」と言われた時代でもあったため、元祖の氷河期世代と言える。因みに彼らはちょうど氷河期世代の祖父世代でもある。

### 氷河期世代の区分と時代背景

日本の人口ピラミッド（世代を注記）

高度経済成長期の終盤から安定成長期にかけて生まれた世代で、概ね団塊ジュニア、ポスト団塊ジュニアに分かれる。
団塊ジュニアは、1990年代前半までに高校を卒業し、好景気や昭和の余韻があった時代を経験している。ポスト団塊ジュニアが学生であった1990年代中期〜後期は平成不況真っ只中であり、好景気を全く知らないまま「就職難は織り込み済み」の時代に学生生活を送った。内閣府及び厚生労働省は、ポスト団塊ジュニアを就職氷河期世代の中心層と捉えており、当世代に対し、就職氷河期世代支援プログラム（3年間の集中支援プログラム）を掲げている。ただし、内閣府及び厚生労働省による氷河期世代の世代定義は高卒者を基準にしているため、大卒者との間には4年のタイムラグがある。

### 氷河期世代の社会問題

日本の合計特殊出生率(TFR)と出生数(1000人単位)の推移

就職活動が長期化するうちに引きこもり状態になってしまったものもいる。労働力調査基本集計及び詳細集計（2018年平均）によると、就労せず、家事も通学もしていない者が約40万人（35歳から44歳人口の2.4%）にのぼる。また、氷河期世代の職が不安定であったことによって、未婚化・晩婚化が起き、20代の出産の減少と30代の出産の増加により分散されている。2006年から2008年にかけて合計特殊出生率を増加させた一因として、氷河期世代である団塊ジュニアの出産がある。
1980年代前半生まれは、収入に見合った消費をしない心理的な態度を持っていることから「嫌消費世代」とも呼ばれる。生活を65歳以上になった親の年金に依存するパラサイト・シングルもおり、親子の年齢から当初は「7040問題」とも呼ばれていたが、そのまま10年が経ち「8050問題」と呼ばれるに至った。
2019年6月1日に発生した元農水事務次官長男殺害事件は、かつて農林水産事務次官を務めた元エリート官僚である76歳の父親が、44歳無職の息子を殺害した事件である。ほとんど引きこもり状態で両親に暴力をふるう息子の今後を悲観した父が、息子に引導を渡した事件として話題となったが、背景には引きこもりの高齢化（いわゆる8050問題）があった。
これに対し、宝塚市は、2019年時点で「就職氷河期世代」とされる30代半ばから40代半ばの人を対象にした正規職員の採用試験を実施した。この宝塚市の採用試験には、全国から1816人の応募があり、募集枠は3人だったが、上位4人の成績がほぼ同じであったとして、市は採用数を1人増やし、結果的に4人を採用した。倍率が400倍以上であったことが話題となり、就職氷河期世代を対象とした職員採用はその後、他の自治体や国でも実施された。
2020年代には就職氷河期世代の子供が大学卒業を迎え就職活動を始めたが、自身の経験から子供を安定した企業に就職させたいという意向が強いため、企業では対策として親向けの企業説明会などを行っている。また業界大手だが一般には認知度が低いBtoB企業は、親世代へのアピールとしてテレビCMを流すようになったとされる。

### 氷河期世代の前後の世代
氷河期世代の前の世代であるバブル世代（1965年4月2日～1970年4月1日生まれ）も、団塊ジュニアの高卒者と同様に、1997年のアジア通貨危機や1999年の産業再生法施行後による人員削減により不安定雇用に追い込まれた者も少なくない。
氷河期世代の後の世代（大卒者の場合は1983年4月2日以降生まれ、高卒者の場合は1987年4月2日以降生まれ）は、リーマンショック後及び東日本大震災後の一時期を除き売り手市場が続いており、団塊の世代（1947年4月2日～1950年4月1日生まれ）が全員65歳以上になったのもあり、2018年3月の大卒の就職率（卒業者のうちの就職者の割合）は77.1%と、バブル期並みの就職率となっている。
しかし、2020年に入ると新型コロナウイルス感染症の流行による経済・雇用環境の悪化に伴い、2021年新卒者の就職環境はそれまでの売り手市場から一転して、前年に比べ求人倍率や就職内定率が大幅に低下しており、特に航空・観光・旅行・宿泊・飲食などといった業種からの求人が激減し、2021年卒から2022年卒にかけてはそれらの業種を志望する者が多い女子学生を中心に就職難となったこともあり、新たな就職氷河期の再来が懸念されていた。だが、2022年の秋以降はコロナ禍も沈静化したためその懸念はなくなり、2024年卒以降は再び売り手市場となった。

## 氷河期支援事業

### 公務員採用枠
日本では2019年の安倍内閣による「就職氷河期世代支援に関する行動計画2019」にもとづき、2020年度から日本政府と地方公共団体は新卒就活時に日本国内が不景気で採用抑制の煽りをうけた就職氷河期世代のみを受験可能対象とした公務員採用に取り組んでいる。2020年度以降から国家公務員で毎年150人以上を就職氷河期世代から採用することを目標に掲げたが、3年間で目標超えの500人以上が採用された。地方公務員でと2020年度～2021年度で7,000人以上。就職氷河期世代からを採用された。日本政府は2023年度からの2年間を就職氷河期世代支援の「第2ステージ」と位置づけ、引き続き支援策を講じると発表している。

## テレビ番組
- 日経スペシャル ガイアの夜明け 雇用格差 ～漂流する“就職氷河期世代”～（2007年4月3日、テレビ東京）[119]。- 就職氷河期世代を取材。